# Ols
Ols, oles, bagienny las olszowy lub olchowy – las z dominacją olszy czarnej porastający bagienne siedliska, o okresowo wysokim poziomie wody stojącej i różnej żyzności. Ma zwykle charakterystyczną kępową strukturę runa – na kępach wokół szyi korzeniowej olszy rosną gatunki borowe, w dolinkach przynajmniej okresowo wypełnianych wodą – rośliny bagienne.
Olsy są zazwyczaj trudno dostępne, głównie ze względu na podmokły grunt. Poziom wody sięga od kilku do kilkudziesięciu centymetrów. Są to najczęściej wody stojące, rzadziej wolno płynące.
Kępy w mniej zwartych olsach mogą być znacznie od siebie oddalone, rozdzielone wodą.
Zbiorowisko to wytwarzane jest na glebach wytworzonych z torfowisk niskich, lecz często spotyka się je na glebach murszowych wytworzonych na piaskach i madach rzecznych, najczęściej są to gleby murszowo-mineralne, murszowe, mulowo-murszowe, torfowo-murszowe, murszowo-glejowe z mullem murszowatym. Dominującą forma próchnicy typu mull.

## Gatunki roślin
Gatunkiem drzewa dominującym w lesie tego typu jest olsza czarna, czasem towarzyszy jej brzoza omszona, jesion wyniosły lub sosna zwyczajna. Na podszyt składają się: czeremcha zwyczajna (Padus avium), kalina koralowa (Viburnum opulus), kruszyna pospolita (Frangula alnus) a także niektóre gatunki wierzb, np. wierzba uszata (Salix aurita). Często spotykany jest również chmiel zwyczajny (Humulus lupulus). Kępy porasta bogata roślinność leśna, w tym: bluszczyk kurdybanek (Glechoma hederacea), kosaciec żółty (Iris pseudacorus), kuklik zwisły (Geum rivale) i czyściec leśny (Stachys sylvatica).
Rośliny bagienne występujące w zalanych fragmentach lasu to przeważnie knieć błotna (Caltha palustris), pępawa błotna (Crepis paludosa), psianka słodkogórz (Solanum dulcamara).
Gatunki runa różnicujące ols od lasu wilgotnego:
- Filipendula ulmaria – wiązówka błotna,
- Solanum dulcamara – psianka słodkogórz,
- Caltha palustris – knieć błotna,
- Crepis paludosa – pępawa błotna,
- Cirsium oleraceum – ostrożeń warzywny,
- Carex pseudocyperus – turzyca nibyciborowata,
- Carex riparia – turzyca brzegowa,
- Carex gracilis – turzyca zaostrzona,
- Carex acutiformis – turzyca błotna,
- Carex elongata – turzyca długokłosa,
- Iris pseudoacorus – kosaciec żółty,
- Lycopus europaeus – karbieniec pospolity,
- Peucedanum palustre – gorysz błotny,
- Scutellaria galericulata – tarczyca pospolita,
- Cirsium palustre – ostrożeń błotny,
- Galium palustre – przytulia błotna.

Gatunki częste:
- Thelypteris palustris – zachylnik błotny,
- Calamagrostis canescens – trzcinnik lancetowaty,
- Ranunculus repens – jaskier rozłogowy,
- Lysimachia vulgaris – tojeść pospolita,
- Urtica dioica – pokrzywa zwyczajna,
- Geum urbanum – kuklik pospolity,
- Lysimachia nummularia – tojeść rozesłana,
- Athyrium filix-femina – wietlica samicza,
- Juncus effusus – sit rozpierzchły,
- Lysimachia thyrsiflora – tojeść bukietowa.

## Status syntaksonomiczny
Z punktu widzenia syntaksonomii olsy są tożsame ze zbiorowiskiem Carici elongatae-Alnetum Koch 1926 (ols środkowoeuropejski). Często jednak, zwłaszcza w polskich pracach fitosocjologicznych, zbiorowisko to dzielone jest na dwa zespoły:
- ols porzeczkowy Ribeso nigri-Alnetum glutinosae (żyźniejsze),
- ols torfowcowy Sphagno squarrosi-Alnetum glutinosae (uboższe).

W Europie zachodniej występuje atlantycka odmiana olsu określana jako zbiorowisko Carici laevigatae-Alnetum.